# Rolf Böger
Rolf Böger (9 de agosto de 1908 – 17 de janeiro de 1995) foi um político alemão do Partido Democrático Liberal (FDP) e ex-membro do Bundestag alemão.

## Vida
Através da lista de estado da Renânia do Norte-Vestfália do FDP, ele entrou no 7.º Bundestag alemão em 25 de janeiro de 1973 como sucessor de Rudolf Augstein.

## Literatura
Herbst, Ludolf; Jahn, Bruno (2002).  Vierhaus, ed. Biographisches Handbuch der Mitglieder des Deutschen Bundestages. 1949–2002 (em alemão). München: De Gruyter - De Gruyter Saur. 1715 páginas. ISBN 978-3-11-184511-1